# Tauno Pylkkänen

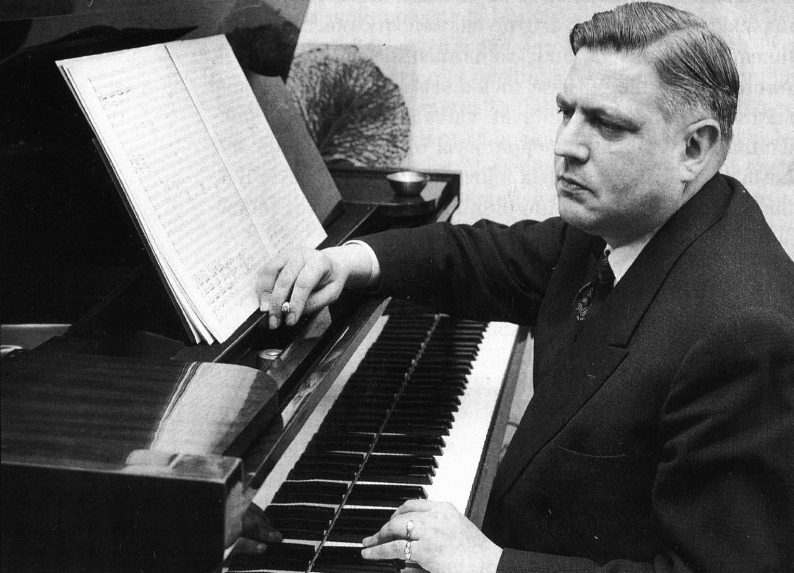
Tauno Pylkkänen

Tauno Kullervo Pylkkänen (* 22. März 1918 in Helsinki; † 13. März 1980 ebenda) war ein finnischer Komponist.
Pylkkänen war Schüler von Leevi Madetoja und Selim Palmgren und studierte am Konservatorium von Helsinki, danach auch in Paris, Rom und Wien. Seinen Durchbruch als Komponist hatte er mit der Oper Mare und ihr Sohn (Mare ja hänen poikansa, 1943) nach Aino Kallas, die 1945 in der Finnischen Oper uraufgeführt wurde. Es folgten etwa zehn weitere Opern, darunter die international erfolgreiche Wolfsbraut (Sudenmorsian, 1950). Von 1960 bis 1967 war er künstlerischer Leiter der Finnischen Oper.
Neben den Opern komponierte er eine Sinfonie, eine sinfonische Fantasie, sechs sinfonische Dichtungen, ein Cellokonzert, kammermusikalische Werke, eine Kantate, Filmmusiken, einen Chorzyklus für Frauenstimmen, Lieder und zwei Liederzyklen.